# Насеткін Микола Петрович
Насеткін Микола Петрович (роки народження та смерті невідомі) — російський архітектор.
1800—1820-ті роках — Катеринославський губернський архітектор.

## Відомі проєкти
- 1800-ті — проєкт пам'ятника Катерині II (не реалізований);
- 1805 — проєкт Духовної Семінарії (не реалізований);
- 1805 — проєкт Преображенського собору. (не реалізований);
- 1806-1807 — проєкт церкви Святого Миколая у Новому Кодаку (нині — вул. Жовтенят, будинок 108, перебудована);
- 1810-ті — проєкт поштового двору на Дворянській (нині — вул. Плеханова, не зберігся);
- 1810-ті — будинки цивільної та карної палат;
- 1810 — проєкт Хрестовоздвиженської церкви у селі Діївка (нині — вул. Арзамаська, будинок 59, перебудована);
- кінець 1810-их — проєкт будинку Контори іноземних поселенців (не реалізовано);
- 1812 — проєкт М'ясних рядів на березі Дніпра, реалізовано у 1816 (не зберігся);
- 1810-1820 — будинок губернатора (не зберігся);
- 1810-1820 — обмірні креслення Потьомкінського палацу;
- 1822 — проєкт церкви у селі Семенівка Криничанський район;
- 1820-ті — виховний будинок — школа кантоністів (не зберігся);
- 1820-ті — будинок віце-губернатора;
- 1820-ті — будинок соборного притчу;
- середина 1820-их — проєкт тюремного замку.